# Gammarinema gammari
Gammarinema gammari är en rundmaskart som beskrevs av Kinne och Gerlach 1953. Gammarinema gammari ingår i släktet Gammarinema och familjen Monhysteridae. Arten är reproducerande i Sverige. Inga underarter finns listade i Catalogue of Life.